# Sugar City (Kolorado)
Sugar City – miasto w Stanach Zjednoczonych, w stanie Kolorado, w hrabstwie Crowley.